# FIFA 12
FIFA12 ワールドクラスサッカーはエレクトロニック・アーツ（EAスポーツ）が開発・発売するサッカーゲーム。2011年10月に発売された。